# 茶舞

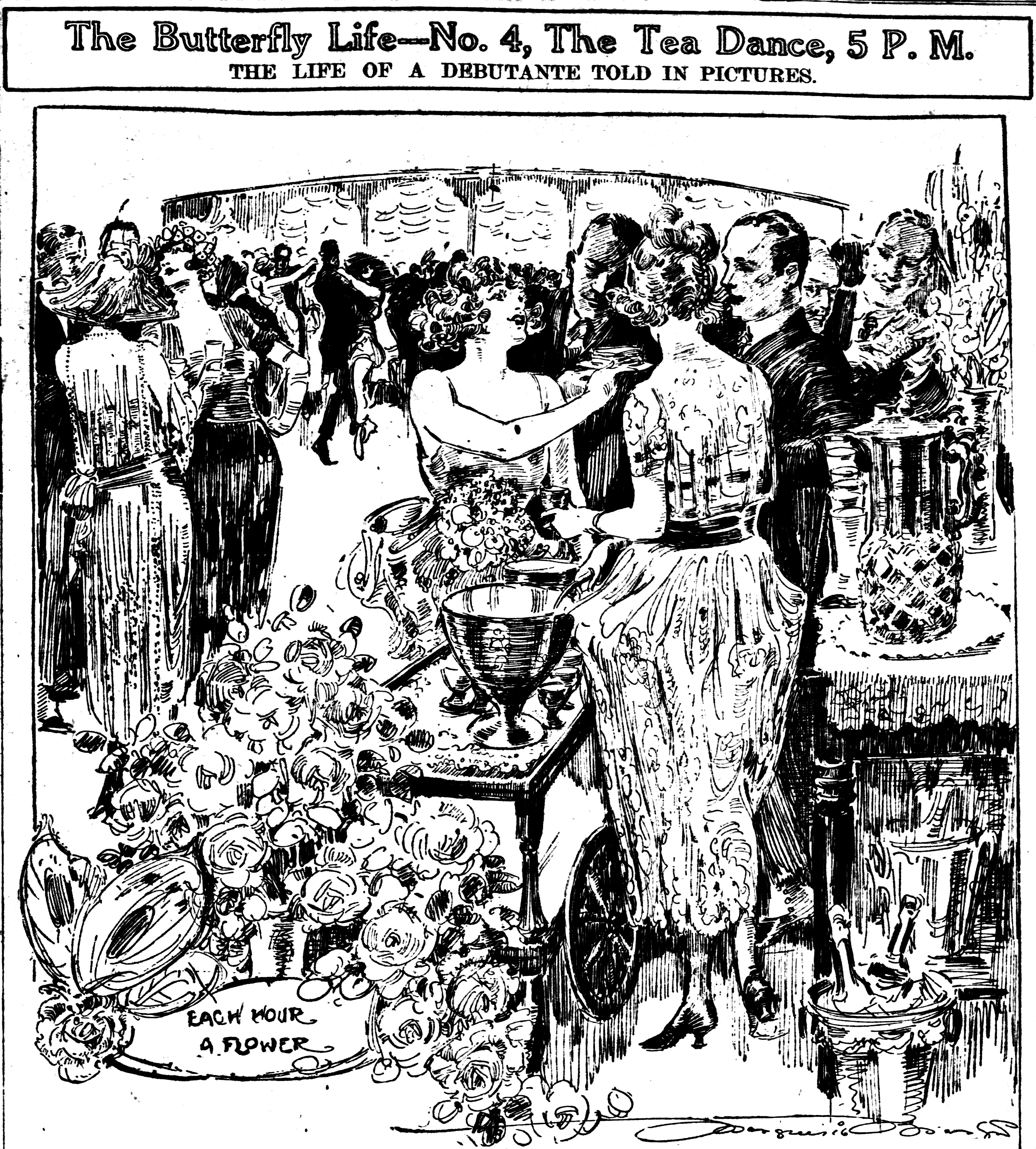
密蘇里州聖路易斯的茶舞，由瑪格麗特·馬丁繪製於1920年

茶舞（tea dance）是英国乡村常見的一種舞蹈，每年夏季或秋季的下午4点到7点期間，英國鄉村居民會跳茶舞。  :26f 2008年12月，大约408名舞者在格拉斯哥跳起了茶舞，這打破了當時跳茶舞人數最多的世界紀錄 。2010年9月12日，有4,000名舞者在格拉斯哥的乔治广场跳起了茶舞。20世纪早期的英国和美国小说中經常出現涉及茶舞的内容。 